# Aleksandr Samochwałow
Aleksandr Iwanowicz Samochwałow (ros. Александр Иванович Самохвалов, ur. 1902 w Baku, zm. 2 grudnia 1956 w Moskwie) – radziecki działacz partyjny i państwowy.

## Życiorys
Urodzony w rodzinie rosyjskiej. Początkowo był posłańcem apteki w Baku, później kotlarzem w zakładzie remontu statków w Saratowie, w 1918 i w latach 1920-1921 służył w Armii Czerwonej. Od 1920 członek partii komunistycznej, w latach 1921-1925 kolejno sekretarz powiatowego komitetu Komsomołu w Chwałyńsku i Wolsku, zastępca sekretarza gubernialnego komitetu Komsomołu w Saratowie i sekretarz uralskiego gubernialnego komitetu Komsomołu, a w latach 1925-1926 sekretarz Biura RKP(b)/WKP(b) Kazachskiej Narodowej Szkoły Kawalerii. W latach 1926–1928 kierownik wydziału agitacyjno-propagandowego i sekretarz rejonowego komitetu WKP(b), między 1928 a 1929 zastępca kierownika Wydziału Organizacyjnego Uralskiego Komitetu Okręgowego WKP(b), kolejno w latach 1929-1933 studiował w Leningradzkim Instytucie Metalurgicznym. Po ukończeniu studiów pracował w Wołchowie następnie jako inżynier zmiany, szef montażu, szef centralnego laboratorium i szef warsztatu w zakładzie aluminium. Od 1937 do stycznia 1939 dyrektor Wołchowskiego Zakładu Aluminium, od 24 stycznia 1939 do 9 lipca 1940 ludowy komisarz metalurgii kolorowej ZSRR, od 21 marca 1939 do 20 lutego 1941 zastępca członka KC WKP(b), 1940-1942 dyrektor huty miedzi w Karabaszu.
W latach 1942–1945 dyrektor huty miedzi w Bałchaszu, między 1945 a 1946 szef Głównego Zarządu Wytopu Miedzi i Przemysłu Miedziano-Rudnego Ludowego Komisariatu Metalurgii Kolorowej ZSRR, w latach 1946-1951 szef Głównego Zarządu Przemysłu Aluminiowego i Magnezowego Ministerstwa Metalurgii Kolorowej/Ministerstwa Przemysłu Metalurgicznego/Ministerstwa Metalurgii Kolorowej ZSRR, jednocześnie do grudnia 1948 zastępca ministra metalurgii kolorowej ZSRR. Od 1951 do marca 1953 ponownie zastępca ministra metalurgii kolorowej ZSRR, od marca 1953 do lutego 1954 szef Głównego Zarządu Przemysłu Miedziowego i Niklowego Ministerstwa Przemysłu Metalurgicznego ZSRR, następnie ponownie zastępca ministra metalurgii kolorowej ZSRR. Od 1954 do sierpnia 1956 minister metalurgii kolorowej Kazachskiej SRR, od sierpnia do 2 grudnia 1956 dyrektor biura konstruktorskiego Głównego Zarządu Fabryk Maszyn Ministerstwa Metalurgii Kolorowej ZSRR. Deputowany do Rady Najwyższej Kazachskiej SRR IV kadencji. Odznaczony Orderem Lenina i Orderem Czerwonego Sztandaru Pracy. Pochowany na Cmentarzu Nowodziewiczym.